# Litus maculipennis
Litus maculipennis är en stekelart som beskrevs av William Harris Ashmead 1900. Litus maculipennis ingår i släktet Litus och familjen dvärgsteklar. Inga underarter finns listade i Catalogue of Life.